# Colorado-Gletscher
Der Colorado-Gletscher ist ein Gletscher im westantarktischen Marie-Byrd-Land. Er fließt vom Michigan-Plateau in nordöstlicher Richtung zwischen den Quartz Hills und den Eblen Hills zum Reedy-Gletscher.
Der United States Geological Survey kartierte ihn anhand eigener Vermessungen und mithilfe von Luftaufnahmen der United States Navy aus den Jahren von 1960 bis 1964. Das Advisory Committee on Antarctic Names benannte ihn 1967 nach der University of Colorado Boulder, von denen zahlreiche Wissenschaftler zur Erkundung Antarktikas stammen.